# Souad Azzi
Souad Azzi (nacida el 18 de septiembre de 1988) es una atleta argelina especializada en la marcha atlética.

## Carrera
Souad Azzi ganó la medalla de oro en los 10 kilómetros marcha en el Campeonato Panárabe de Atletismo de 2019 en El Cairo (rompiendo el récord argelino con un tiempo de 47 2231 ), luego la medalla de bronce en los 20 kilómetros marcha en el Campeonato Panárabe de Atletismo de 2021 en Radès.
Rompió el récord argelino de marcha de 20 kilómetros el 4 de febrero de 2022 en Argel, en el marco de la Copa Argelina de Marcha, con un tiempo de 1 h 33 mín. 39 s.
Ganó la medalla de oro en los 10 kilómetros marcha en los Juegos Panárabes de 2023 en Orán, luego la medalla de bronce en los 20 kilómetros marcha en los Juegos Africanos de 2023 en Accra  y la medalla de plata en los 20 kilómetros marcha en el Campeonato Africano de Atletismo de 2024 en Douala.

## Palmarés
| Fecha | Competición                 | Lugar     | Resultado | Prueba       |
| ----- | --------------------------- | --------- | --------- | ------------ |
| 2017  | Campeonato Africano Juvenil | Tlemcen   | 3         | 10 km marcha |
| 2019  | Campeonato Panárabe         | El Cairo  | 1         | 10 km marcha |
| 2019  | Juegos Africanos            | Rabat     | 5         | 20 km marcha |
| 2021  | Campeonato Panárabe         | Rades     | 3         | 20 km marcha |
| 2022  | Campeonato Africano         | San Pedro | 5         | 20 km marcha |
| 2023  | Juegos Panárabes            | Orán      | 1         | 10 km marcha |
| 2024  | Juegos Africanos            | Acra      | 3         | 20 km marcha |
| 2024  | Campeonato Africano         | Duala     | 2         | 20 km marcha |

## Récords
| Prueba       | Resultado              | Lugar | Fecha                |
| ------------ | ---------------------- | ----- | -------------------- |
| 10 km marcha | 47 minutos 0 segundos  | Argel | 4 de julio de 2023   |
| 20 km marcha | 1 h 33 min 39 s ( NR ) | Argel | 4 de febrero de 2022 |